# Mistrovství Evropy ve fotbale hráčů do 23 let
Mistrovství Evropy ve fotbale hráčů do 23 let bylo soutěží pořádanou v 70. letech 20. století organizací UEFA pro juniorská mužstva, kterou však po třech ročnících nahradila soutěž Mistrovství Evropy do 21 let. Mistrovství se účastnili hráči mladší 23 let, povoleni byli dva starší hráči v mužstvu. Šampionát probíhal vždy dva roky, mužstva byla nejprve rozdělena do skupin, jejich vítězové postupovali do dvoukolových čtvrtfinále, semifinále a finále. První ročník probíhal v letech 1970–1972 a zvítězilo v něm mužstvo Československa pod vedením trenéra Jozefa Vengloše. 2. ročník  vyhrálo Maďarsko, 3. ročník Sovětský svaz.